# Почугинское
Почугинское — деревня в Пестовском муниципальном районе Новгородской области. Входит в состав Охонского сельского поселения. По всероссийской переписи населения 2010 года население деревни — 106 человек (49 мужчин и 57 женщин).
Площадь территории деревни — 72,4 га. Почугинское находится на реке Меглинка, на Валдайской возвышенности, на высоте 146 м над уровнем моря, к западу от Медведева.
В деревне Почугинское существует фельдшерско-акушерских пункт и почтовое отделение ФГУП «Почта России» (почтовый индекс — 174520), ранее имелось муниципальное образовательное учреждение для детей дошкольного и младшего школьного возраста «Начальная школа — детский сад» (Закрыто с 2011), есть библиотека и дом культуры; также имеются магазины: Пестовского Райпо (№ 44) и ООО «СеТО» ИП Туманова Н. А. Действует сельскохозяйственный производственный кооператив «За мир», специализация — разведение крупного рогатого скота и производство молока. Усадебный парк XIX века площадью 3,6 га в деревне — садово-парковый памятник.

## История
В 1898 году в деревне была построена деревянная часовня. В списке населённых мест Устюженского уезда Новгородской губернии за 1909 год деревня Почугино указана как относящаяся к Охонской волости (2-го стана, 4-го земельного участка). Население деревни Почугино, что была тогда на земле Почугинского сельского общества — 170 жителей: мужчин — 70, женщин — 100 число жилых строений — 63; тогда в деревне была часовня, кузня, а также мелочная лавка и хлебозапасный магазин, действовала маслобойня. Затем с 10 июня 1918 года до 31 июля 1927 года в составе Устюженского уезда Череповецкой губернии, затем центр Почугинского сельсовета Пестовского района Череповецкого округа Ленинградской области. Население деревни Почугинская в 1928 году — 146 человек. По постановлению ЦИК и СНК СССР от 23 июля 1930 года Череповецкий округ был упразднён, а район перешёл в прямое подчинение Леноблисполкому. По Указу Президиума Верховного Совета СССР от 5 июля 1944 года Пестовский район был передан из Ленинградской области во вновь образованную Новгородскую область. Во время неудавшейся всесоюзной реформы по делению на сельские и промышленные районы и парторганизации, в соответствии с решениями ноябрьского (1962 года) пленума ЦК КПСС «о перестройке партийного руководства народным хозяйством» с 10 декабря 1962 года был образован, в числе прочих, крупный Пестовский сельский район на территории Дрегельского, Пестовского и Хвойнинского районов. Сельсовет и деревня вошли в состав этого района, а 1 февраля 1963 года административный Пестовский район в числе прочих был упразднён. Пленум ЦК КПСС, состоявшийся 16 ноября 1964 года, восстановил прежний принцип партийного руководства народным хозяйством, после чего Указом Верховного Совета РСФСР от 12 января 1965 года сельские районы были преобразованы вновь в административные районы и решением Новгородского облисполкома № 6 от 14 января 1965 года сельсовет и деревня вновь в составе Пестовского района.
С принятием закона от 6 июля 1991 года «О местном самоуправлении в РСФСР» была образована Администрация Почугинского сельсовета (Почугинская сельская администрация), затем Указом Президента РФ № 1617 от 9 октября 1993 года «О реформе представительных органов власти и органов местного самоуправления в Российской Федерации» деятельность Почугинского сельского Совета была досрочно прекращена, а его полномочия переданы Администрации Почугинского сельсовета. По результатам муниципальной реформы, с 2005 года деревня входит в состав муниципального образования — Охонское сельское поселение Пестовского муниципального района (местное самоуправление), по административно-территориальному устройству подчинена администрации Охонского сельского поселения Пестовского района. В 2012 году Новгородская областная дума (постановлением № 50-5 ОД от 25.01.2012) постановила уведомить Правительство Российской Федерации об упразднении в числе прочих Почугинского сельсовета Пестовского района.
Точно не известно, когда была разрушена деревянная часовня, однако на момент 2009 года её больше нет. С того же периода, зафиксировано сокращение производства, к 2011 из всего сельхоз. производства деревни осталась лишь коровья ферма. Так же, с 2011 года более не функционирует «Начальная школа — детский сад», точные причины закрытия не известны, однако, наиболее очевидный - невероятно малое количество обучаемых: на период 2010-2011 учебного года обучалось 6 учеников. 2 - первый класс, 1 -второй класс, 1 - третий класс, 2 - четвёртый класс.

С 2012 года, почти все здания не жилого назначения являются заброшенными. Мост, находящийся на Меглинке, в весьма плачевном состоянии.